# Sinfonietta nr. 2 (Penderecki)
Krzysztof Penderecki voltooide zijn Sinfonietta nr. 2 in 1994. Het is geen originele compositie van de Pool, maar een bewerking van zijn Klarinetkwartet uit 1993.
De kleine symfonie heeft vier delen:
- Notturno: Adagio
- Scherzo: Vivacissimo
- Serenade: Tempo di valse
- Abschied: Larghetto

De klarinettist Paul Meyer speelde de solopartij tijdens de première op 13 juli 1994. In Bad Kissingen werd hij begeleid door het Sinfonia Varsovia onder leiding van de componist. De orkestratie bestaat uit solo klarinet dan wel dwarsfluit, zes eerste violen, vijf tweede violen, vier altviolen, drie celli en een contrabas